# Chaitophorus pheleodendri
Chaitophorus pheleodendri är en insektsart. Chaitophorus pheleodendri ingår i släktet Chaitophorus och familjen långrörsbladlöss. Inga underarter finns listade i Catalogue of Life.